# Volya Mozgalom
A Volja (bolgárul: Вoля) politikai párt Bulgáriában, melyet 2007 októberében alapítottak meg. Székhelye Várnában található. A párt elnöke Veszelin Mareski. A párt először a 2013-as választásokon indult, de nem jutott be a parlamentbe. 2017-ben a párt a választásokon átlépte a 4 százalékos parlamenti küszöböt, és 12 mandátumot szerzett a 240 fős parlamentben.
Az Identitás és Demokrácia tagja.

## Választási eredmények
| év   | szavazatarány | mandátumszám | szavazatszám | státusz       |
| ---- | ------------- | ------------ | ------------ | ------------- |
| 2009 | -             | 0            | -            | nem indult    |
| 2013 | 0,25%         | 0            | 8873         | nem jutott be |
| 2014 | -             | 0            | -            | nem indult    |
| 2017 | 4,15%         | 12           | 145 637      | ellenzék+     |
| 2021 | 0,27%         | 0            | 7081         | nem jutott be |

+ kívülről támogatja a kormányt
| év   | szavazatszám | szavazatarány | mandátumszám |
| ---- | ------------ | ------------- | ------------ |
| 2019 | 70 830       | 3,62%         | 0            |